# 18ª Mostra internazionale d'arte cinematografica di Venezia
La 18ª edizione della Mostra internazionale d'arte cinematografica di Venezia si è svolta a Venezia, Italia, dal 25 agosto all'8 settembre del 1957: è la seconda edizione sotto la direzione di Floris Luigi Ammannati.
Torna il premio principale, il Leone d'oro, che viene assegnato al film indiano L'invitto, mentre non viene assegnato il Leone d'argento (per la sesta volta consecutiva).
Tra i film celebri in concorso, si segnalano: Le notti bianche di Luchino Visconti; Il trono di sangue di Akira Kurosawa; Un cappello pieno di pioggia di Fred Zinnemann; Qualcosa che vale di Richard Brooks; Vittoria amara di Nicholas Ray; La storia di Esther Costello di David Miller.

## Giuria e premi
La giuria era così composta:

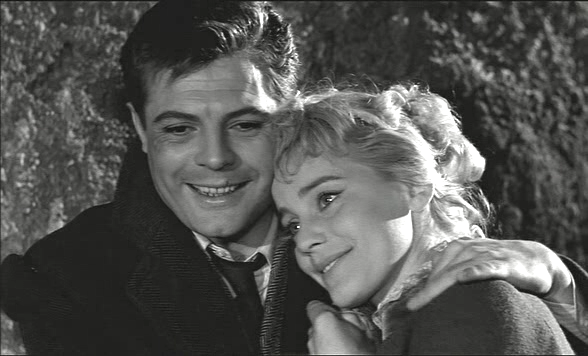
Marcello Mastroianni e Maria Schell in Le notti bianche di Luchino Visconti

- René Clair (presidente, Francia), Vittorio Bonicelli (Italia), Penelope Houston (Gran Bretagna), Arthur Knight (Stati Uniti d'America), Miguel Pérez Ferrero (Spagna), Ivan Pyriev (Unione Sovietica).

I principali premi distribuiti furono:
- Leone d'oro: Aparajito di Satyajit Ray
- Coppa Volpi al miglior attore: Anthony Franciosa per Un cappello pieno di pioggia (A Hatful of Rain)
- Coppa Volpi alla miglior attrice: Zita Ritenbergs per Mal'va

## Sezioni principali

### Film in concorso
- Aparajito, regia di Satyajit Ray (India)
- I sogni nel cassetto, regia di Renato Castellani (Italia/Francia)
- Il trono di sangue (Kumonosu-jō), regia di Akira Kurosawa (Giappone)
- La storia di Esther Costello (The Story of Esther), regia di David Miller (Regno Unito)
- Le notti bianche, regia di Luchino Visconti (Italia/Francia)
- Mal'va, regia di Vladimir Braun (Unione Sovietica)
- Occhio per occhio (Oeil pour oeil), regia di André Cayatte (Francia/Italia)
- Qualcosa che vale (Something of Value), regia di Richard Brooks (Stati Uniti d'America)
- Rendez-vous à Melbourne, regia di René Lucot (Francia)
- Samo ljudi, regia di Branko Bauer (Iugoslavia)
- Ubaguruma, regia di Tomotaka Tasaka (Giappone)
- Un angelo è sceso a Brooklyn, regia di Ladislao Vajda (Italia/Spagna)
- Un cappello pieno di pioggia (A Hatful of Rain), regia di Fred Zinnemann (Stati Uniti d'America)
- Violenti e selvaggi (Los salvajes), regia di Rafael Baledón (Messico)
- Vittoria amara (Bitter Victory), regia di Nicholas Ray (Francia/Stati Uniti d'America)
- I dannati di Varsavia (Kanał), regia di Andrzej Wajda (Polonia)